# 伊庭工務店
株式会社伊庭工務店（いばこうむてん、英: IBA Engineering Firm Inc.）は、東京都目黒区に本社を置き、目黒区、城南地区を中心に総合建築業を営む工務店。横浜市鶴見区に横浜営業所を置く。

## 概要
1967年（昭和42年）2月に創業より目黒区を中心に総合建設業を営む。個人住宅の新築工事、リフォーム、官公庁の工事にも参加をしている。

## 沿革
- 1967年2月 伊庭工務店を開設し総合建設業務を開始
- 1976年5月 株式会社伊庭工務店を設立。現在地に本社を置き総合建設業として設計施工を開始
- 2013年3月 横浜営業所 開設
- 2020年8月 横浜営業所 閉鎖

## 本社・営業所
- 本社：目黒本店（目黒区洗足2-24-11）
- 営業所：横浜営業所（横浜市鶴見区豊岡町18-25）※現在は閉鎖